# Viola viarum
Viola viarum là một loài thực vật có hoa trong họ Hoa tím. Loài này được Pollard miêu tả khoa học đầu tiên năm 1901.